# Kirsten Reese

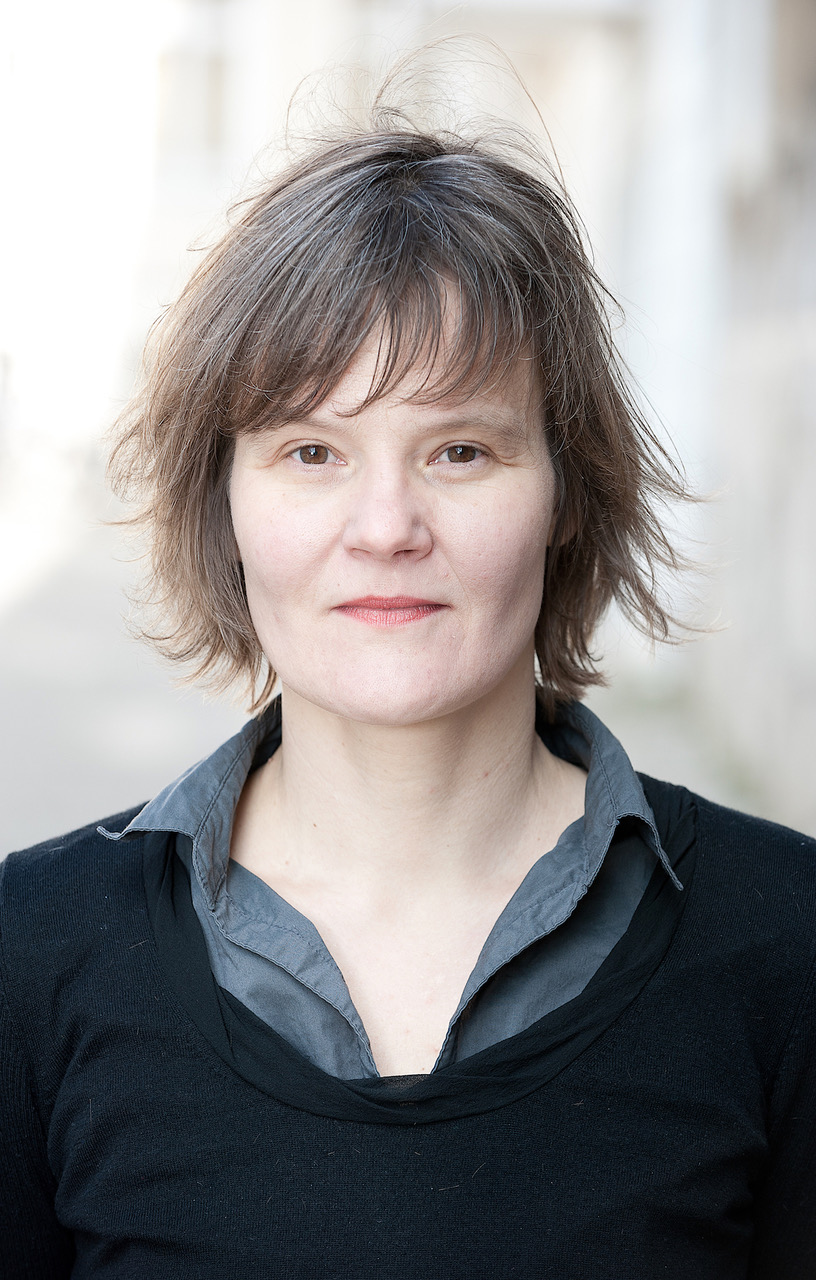
Kirsten Reese. Foto: Harry Schnitger

Kirsten Reese (* 7. Februar 1968 in Kiel) ist eine deutsche Komponistin, Klangkünstlerin und Hochschullehrerin. Sie lebt in Berlin.

## Ausbildung
Kirsten Reese wuchs im Rheinland, in Hongkong und auf den Philippinen auf. Von 1988 bis 1996 studierte sie Flöte, elektronische Musik und Komposition an der Hochschule der Künste Berlin und an der Manhattan School of Music in New York City. Sie besuchte außerdem Kurse zu Studiotechnik an der New School of Social Research in NYC und zu digitaler Klangverarbeitung und algorithmischer Komposition am Elektronischen Studio der Technischen Universität Berlin. Von 2006 bis 2008 war sie Meisterschülerin Komposition an der Universität der Künste Berlin bei Daniel Ott.
Seit 1994 wirkte sie mit an Kompositionsprojekten im Elektronischen Studio der TU Berlin und führte ihre eigenen elektroakustische Werke und Klanginstallationen in Konzerten und internationalen Festivals auf. Bis 2005 trat sie als Flötistin im Bereich der zeitgenössischen Musik auf.

## Werk und Wirken
Kirsten Reese komponiert und produziert Werke für elektronische Medien und Instrumente sowie intermediale und interaktive Installationen, bei denen raum- und wahrnehmungsbezogene sowie performative und narrative Aspekte eine hervorgehobene Rolle spielen. Sie entwickelt Arbeiten in vielen verschiedenen Genres und Formaten: intermediale Performances, Landschaftsklangkunst in Form von Installationen und Audiowalks für Landschaften und urbanen Außenraum, radiophone Stücke, Klanggestaltung für Theaterinszenierungen, Musik für Experimentalvideo usw. und arbeitet auch als Autorin und Kuratorin im Bereich zeitgenössischer Musik und Klangkunst.
Themen der „Diversität und Spezifität bezogen auf technologische, soziale und ökologische Aspekte sowie Fragen der Genderforschung und Interkulturalität in den Klangkünsten“ bilden nach eigener Aussage den Schwerpunkt der künstlerischen Arbeit und Forschung der Komponistin. In vielen ihrer Arbeiten sind Bildmedien ein integraler Bestandteil, "found footage" nennt Julia Gerlach diese im Vorwort des Katalogs, den sie 2010 für die Klangkünstlerin herausgab. Spätere Arbeiten fokussieren "found sound" und thematisieren Aspekte „dokumentarischen Komponierens“, wie z. B. die 24-kanalige Klanginstallation Debatte (Donaueschinger Musiktage 2013). Der Audiowalk Berlin Rosenthaler Platz, 2018 gemeinsam mit dem Autor David Wagner für das Berliner Festival für aktuelles Musiktheater BAM! entwickelt, arbeitet mit „Sedimenten aus Sound, die sich im Laufe der Geschichte abgelagert haben“. Kirsten Reeses Umgang mit Medien mutete Marion Saxer schon 2010 „virtuos“ an: „Ihr scheint es primär darum zu gehen, Wahrnehmungssituationen schärfer herauszuarbeiten und zuzuspitzen, indem sie Teilhandlungen medientechnischer Apparate in ihre eigenen komplexen künstlerischen Handlungsstrukturen einbezieht“. Reeses Interesse an Medien und Mediengeschichte wie auch an der Spezifität und Aura von medialen Instrumenten zeigt sich in späteren Werken wie z. B. the lightest words had the weight of oracles für historischen Fairlight Synthesizer und E-Gitarre (2014) oder Atmende Kugel für sechs Stimmen und Hermann Scherchens rotierende Lautsprecherkugel (2017).
Kirsten Reese arbeitet mit namhaften Interpreten und Ensembles zusammen und ihre Arbeiten werden international in Ausstellungen und auf Festivals gezeigt wie z. B. bei den Donaueschinger Musiktagen (2006, 2013 und 2019), beim Eclat Festival Stuttgart (2018), beim Festival für Neue Musik Wien modern (2017), bei der Biennale für elektroakustische Musik und Klangkunst KONTAKTE der Akademie der Künste in Berlin (2017), bei den Wittener Tagen für neue Kammermusik (2017), Heroines of Sound (2015), SPOR Festival Aarhus (2013).
2002 bis 2007 war Kirsten Reese wissenschaftliche Mitarbeiterin an der Hochschule für Musik und Theater Hamburg im Forschungsprojekt „Musik und Gender im Internet“. Seit 2005 unterrichtet sie an der Universität der Künste Berlin elektroakustische Komposition, 2007 bis 2009 war sie dort Gastprofessorin für künstlerische Transformationsprozesse. Sie war außerdem Dozentin für Medienkunst und Komposition an der Hochschule der Künste Bern und lehrte bei den Darmstädter Ferienkursen für Neue Musik. Seit 2012 ist sie Professorin an der Katholischen Hochschule für Sozialwesen Berlin für ästhetische Bildung und Medienpädagogik. Seit 2017 leitet sie das UNIK | Studio für elektroakustische Komposition, Klangkunst und Klangforschung an der UdK. Seit 2021 ist sie Mitglied der Akademie der Künste, Sektion Musik.

## Auszeichnungen und Stipendien
- 1999 Kompositionsstipendium des Berliner Senats für Wissenschaft, Forschung und Kultur für Arbeitsaufenthalt in der Musikakademie Rheinsberg
- 2001 Arbeitsstipendium der Stiftung Kulturfonds
- 2002 artist-in-residence Künstlerinnenstiftung Die Höge
- 2004 Kompositionsförderpreis Zonta Club Berlin
- 2005 Cité internationale des Arts Paris
- 2007 Karl-Hofer-Preis der Universität der Künste Berlin, gemeinsam mit den Künstlerinnen und Wissenschaftlerinnen der Gruppe Stille Post
- 2007 Dorothea-von-Erxleben Stipendium der Hochschule für Musik und Theater Hannover
- 2009 Stipendium der Villa Aurora, Los Angeles
- 2010 Nominierung/Sonderpreis Deutscher Klangkunstpreis
- 2010/2011 Gastkünstlerstipendium ZKM Zentrum für Kunst- und Medientechnologie
- 2014 und 2016 Arbeitsaufenthalt am Elektronmusikstudio EMS Stockholm
- 2020 Nominierung Deutscher Musikautorenpreis der GEMA, Klangkunst

## Werke (Auswahl)
- Cobourg Nets für Ensemble und Field Recordings (2021). Basierend auf einer Recherchereise zur Cobourg Peninsula, Northern Territory, Australien 2019 (Goethe-Institut Musikresidenz) im Rahmen des Festivals "Memories in Music" der Akademie der Künste Berlin. UA 6.5.2021, Ensemble Adapter
- Field Log Cobourg. Radiokomposition (2021). Deutschlandfunk Kultur, Ursendung 7.5.2021
- Cobourg Mind Maps. Künstlerpublikation (2021)
- Heimat:Habitate für mobile Insekten-, Menschen- und Instrumentalstimmen und ihre elektronischen Anverwandlungen (2021). Paul Hübner, Trompete, Rie Watanabe, Perkussion, radiophone Fassung, Wittener Tage für Neue Kammermusik 2021.
- Zum Beispiel Bienen Musiktheater für Kinder (2020). UA 26.9.2020 Ensemble DieOrdnungDerDinge Feldtheater für junges Publikum Berlin
- Porpoise for three synthesizers (2019). UA 23.11.2019 Villa Elisabeth Berlin, Reviving the tradition, Neue Kompositionen für Synthesizer. Trio Lange/Berweck/Lorenz
- Location and Motion Songs Istanbul A performative soundwalk for headphones and other listening devices (2019). 31.10.–3.11.2019 Distopya Festival Istanbul
- Neglou Performative Installation im Schwimmbad für Trompete, Unterwasserklang, verschwommene Aktionen (2019). UA 18.–20.10. 2019 Donaueschinger Musiktage
- Akustische Raumdiagonale Partizipative Klangintervention für mobile Lautsprecherboxen (2019). Hauptgebäude Bauhaus-Universität Weimar. Konferenz Gestaltung von Klangwelten, HfM Weimar
- Creatures and Signals Site-specific Performance für Fairlight CMI und mutierte Tierstimmen (2018). UA 30.9.2018 Dystopie Sound Art Festival
- Berlin Rosenthaler Platz (mit David Wagner) Audiowalk mit singenden Sirenen (2017/2018). Mit Sirje Aleksandra Viise, Sopran; Daniel Gloger, Countenor. UA als Live-Performance 21.–23.9.2018 BAM! Festival für aktuelles Musiktheater als individueller Audiowalk ab 8.10.2018
- Light Green Rituals für Fairlight CMI Synthesizer und Ensemble (2017/2018). UA 31.1.2018, Ensemble Mosaik, Festival Eclat Stuttgart
- Cinder and Spatter Live Audio Processing am Fairlight CMI (Computer Musical Instrument) (2017). UA 25.3.2017 Musikinstrumentenmuseum Berlin im Rahmen der Ausstellung Good Vibrations Eine Geschichte der elektronischen Musikinstrumente
- FREEROAM À REBOURS MOD#I.1 Musik zum Video von Stefan Panhans (2016/17). UA 17.2.–2.4.2017 VIDEONALE.16 Festival for Video and Time-Based Arts Kunstmuseum Bonn
- Messages Performance für Archivklänge, Kassetten, verstärkte Flöte, verstärkte Objekte, Diaprojektor (2008/2016). UA 9.4.2016 Audiorama Stockholm
- Phantom Synchron mit Daniel Ott, Sebastian Quack, Enrico Stolzenburg. Stadion, Tiefgarage, JVA, Römisches Haus, Schlosshof, Theaterplatz, eine musikalische Ortserkundung für 40 mobile Lautsprecherboxen, zwölf Instrumente und zahlreiche Mitwirkende (2015). 4.9. – 5.9.2015 Kunstfest Weimar
- the lightest words had the weight of oracles für Fairlight CMI Synthesizer und E-Gitarre (2014). UA 15.11.2014 Theaterhaus Stuttgart.
- Hofmeister. Vorteile der Privaterziehung Klanggestaltung für Theaterstück von Kai-Ivo Baulitz nach Jakob Lenz, Regie Enrico Stolzenburg (2014). Premiere 3.10.2014 Deutsches Nationaltheater Weimar
- The killer in me is the killer in you my love Klanggestaltung für Theaterstück von Andri Beyerle, Regie Enrico Stolzenburg (2014). Autorentheatertage 14.6.2014 Deutsches Theater Berlin
- KSH – Porträt des Pianisten als junger Mann Szenische Komposition für einen Pianisten, einen Flügel, elektronische Zuspiele, installierte Lautsprecher und Objekte (2014). UA 24.5.2014 swr 2 ars nova, Villa Musica Mainz
- Debatte (mit Enrico Stolzenburg) 24-kanalige Klanginstallation im Ratssaal im Rathaus Donaueschingen (2013). Donaueschinger Musiktage 18.–20.10.2013
- Weisskerns Nachlass Klanggestaltung für Theaterstück nach Christoph Hein (2013). Deutsches Nationaltheater Weimar 8.9.2013 (Premiere)
- Sonozones (with Jan Schacher) artistic research, small scale installations/interventions in public space (2013). Mülheim Ruhr 22.–26.7.2013
- no voice audible but that of the sea on the far side four channel sound installation (2013). 9 – 12th May 2013, Aarhus harbour, SPOR Festival Aarhus
- covered, uncovered audiotrack with voice and sound for headphones / objects, photos, sound, small speakers (2013). 9 – 12th May 2013, Kunsthal Aarhus, SPOR Festival Aarhus
- Hört auf diese Stadt! (mit Enrico Stolzenburg und Dag Kemser) Hörparcours durch die Innenstadt Magdeburgs (2012/13). Ab 25.1.2013 Theater Magdeburg.
- Zoobrücke. Hörpassage – Klanginstallation und Audiowalk (2012). 16.3. – 5.8.2012 Fußgängerbrücke (Tiergartenweg) Karlsruhe, SoundArt Ausstellung Zentrum für Kunst und Medientechnologie.
- Deckkraft (opacity) für den Klangdom (43 Lautsprecher) (2011). 21.10.2011 ZKM Zentrum für Kunst und Medientechnologie Karlsruhe, Kubus
- Kurzes Hörstück über das Ende des Kapitalismus Stereo (2011). Beitrag zu der CD "Replace", DEGEM CD 10
- Vexierklang Hardenstein Parcours mit Lautsprechern, Performern, Wehrrauschen, Wald- und Burgreflexionen (2011). 6. – 8.5.2011 Burgruine Hardenstein, Herbede, Wittener Tage für neue Kammermusik
- Vor dem Tag Kollektivkomposition mit Lukas Berchtold, Helmut Lemke, Urban Mäder, Daniel Ott und Enrico Stolzenburg für eine Landschaft, Schauspieler und Sänger/Sprecher, Lautsprecher und Lautsprecher-Akteure, Lichtquellen und Lichtspieler, Windspiele und Windspieler, Schwirrhölzer und Geisslechlöpfer, Treichler und Fahrräder, Alphörner und Akkordeons, Bassklarinetten und Baritonsaxophone, Trompeten und Posaunen (2010). 13./14.8.2010 Festival Rümlingen
- Lotussound Klanginstallation für 60 Lautsprecher in 7 Gärten/Arealen in Lotusland, Santa Barbara (2010). 17.3. – 20.3.2010 Lotusland, Santa Barbara, Kalifornien. In Zusammenarbeit mit der Ganna Walska Lotusland Foundation, der Villa Aurora und dem Goethe-Institut Los Angeles
- Angelic Streamers Klanginstallation für einen Kirchenraum (2009). 26. – 29. 3. 2009 Johanneskirken Bergen, Borealis Festival 2. – 5. 4. 2009 Paulus Kirke Oslo, Auftragswerk von Ny Musikk
- Mondmessage Ein begehbares Musik|Theater für fünf Musiker, viele Lautsprecher und andere Medien (2008). UA 26. 9. 2008 Alte TU Mensa Berlin 24. / 25.9. 2009 KlangKunstBühne Universität der Künste, Alte TU Mensa Berlin
- Lüftchen/Brise für 31er Drehorgel (2008). UA 22. 6. 2008 Brückenmusik Köln
- Crisp für Objekte und live-processing (2008). UA 29. 3. 2008 MIBEM Festival Melbourne
- Wirbligen Signale Prozession für Trompeten, Hörner, Posaunen und mobile Lautsprecher/Lautsprecher-Performer (2007). 24. / 25. 8. 2007 UA Nachtschicht, Festival Rümlingen Auftragskomposition der MusikFabrik
- Hallenfelder Klang-Video-Installation für 20 Lautsprecher (Wellenfeldsynthese) und Videoprojektion (2006). 18.– 20. 10. 2006 Donaueschinger Musiktage
- quiver (mit Victorine Müller) Installative Performance für 6 Performerinnen und elektronische Musik (2004). UA 6. 11. 2004 Künstlerhaus Bethanien, Festival Klangwerkstatt
- inyib für neun Instrumente, Live-Elektronik, Zuspiel (6 Spuren), 15 Lautsprecher (2002). UA 6. 7. 2002 Podewil Berlin, Ensemble Zeitkratzer
- Der tönende See 16-Spur Komposition für schwimmende ‘Klangschüsseln’ (2000). UA 17. 6. 2000 Böbereckensee, Schloss Rheinsberg, Brandenburg
- Mandelkern Elektroakustische Komposition für vier Lautsprecher (1997). UA 1997, Parochialkirche Berlin
- An Do für Flöte, Piccolo, Bassflöte (1993). UA 1993 Festival Musicarama Hong Kong

## Publikationen (Auswahl)
- Stefan Wolpe: Piece in Two Parts for Flute and Piano (1960). Saarbrücken: Pfau 1997. ISBN 3-930735-69-5.
- Ruth Crawford Seeger. Zwischen Avantgarde, Agitation und folk music. In: Tillmann Bendikowski, Sabine Gillmann, Christian Jansen, Markus Leniger, Dirk Pöppmann (Hrsg.): Die Macht der Töne - Musik als Mittel politischer Identitätsstiftung im 20. Jahrhundert, Münster: Westfälisches Dampfboot 2003, S. 55–75. ISBN 3-89691-547-9
- Sehen/Hören/Lesen/Assoziieren. Überlegungen zu Darstellungsmöglichkeiten in multimedialen und interaktiven Medien. In: Musik mit Methode: Neue kulturwissenschaftliche Perspektiven, hrsg. v. Corinna Herr, Monika Woitas, Köln, Weimar 2006 (= Musik – Medien – Geschlecht. Studien zur europäischen Kultur, Bd. 1), S. 109–126. ISBN 978-3-412-00106-3
- Augmenting Urban Sounds und Sonozones, sound art investigations in public places mit Jan Schacher, Cathy van Eck, Trond Lossius, Journal für Artistic Research 6 (2014).
- Mediales Komponieren im Raum. Konstellationen und Wirkungen. In: E-Journal www.kunsttexte.de 2/2017
- Was sich geändert hat. Ein Blick auf Gendergerechtigkeit in der zeitgenössischen "Neuen Musik". In: Heroines of Sound. Feminismus und Gender in elektronischer Musik, hg. von Sabine Sanio und Bettina Wackernagel, Hofheim: Wolke 2019, S. 76–83. ISBN 978-3-95593-119-3
- Zus. mit Irene Kletschke: Genderverteilung der Lehrenden in den Fächern Komposition, Elektroakustische Komposition und Musiktheorie an deutschen Hochschulen. Eine statistische Recherche. In: Zeitschrift der Gesellschaft für Musiktheorie 17/1, 2020, S. 147–153. ISSN 1862-6742
- "Beyond Aura" – Composing with the Archive. In: Thomas Schäfer und Michael Rebhahn (Hrsg.), "Darmstädter Beiträge zur neuen Musik", Bd. 25. Mainz: Schott 2020, S. 92–99. ISBN 978-3-7957-1998-2
- Der hörende Blick ins Archiv. In: Vera Grund und Nina Noeske (Hg.), "Körper, Konzepte, Konstruktionen: ‘Sex’ und ‘Gender’ im Neue-Musik-Diskurs von der Gegenwart bis in die 1950er Jahre". Bielefeld: Transcript, 2021. ISBN 978-3-8376-4739-6
- "Akustische Raumdiagonalen. Klangintervention für mobile Lautsprecherwürfel im Hauptgebäude der Bauhaus-Universität Weimar". In: Fabian Czolbe, Martin Pfleiderer (Hrsg.): Gestaltung von Klangwelten. Zur Aktualität von Bauhaus-Konzepten für Sound-Design und auditive Architektur. Berlin: Mensch und Buch 2021. S. 115–126. doi:10.25643/bauhaus-universitaet.4280